# Planicoxa
Planicoxa là một chi khủng long, được DiCroce & Carpenter mô tả khoa học năm 2001.